# Suzanne Ciani
Suzanne Ciani – amerykańska kompozytorka muzyki new age i avant-garde.
Ukończyła University of California w Berkeley, gdzie poznała Johna Chowninga oraz projektującego syntezatory Dona Buchla. Pracowała również z kompozytorem Philipem Glassem.

## Dyskografia

### Albumy studyjne
- 1982 Seven Waves
- 1984 The Velocity of Love
- 1988 Neverland
- 1989 History of My Heart
- 1990 Pianissimo
- 1991 Hotel Luna
- 1994 Dream Suite
- 1996 Pianissimo, Vol. 2
- 1997 Live [Seventh Wave]
- 1999 Turning
- 2001 Pianissimo, Vol. 3
- 2003 Pure Romance
- 2004 Live [Blue Moon]
- 2005 Silver Ship

### Single
- 1988 Neverland: Special Radio Edit

### Muzyka filmowa
- 1981 The Incredible Shrinking Woman
- 2001 Dokument o Matce Teresie